# Willem Frederik Büchner

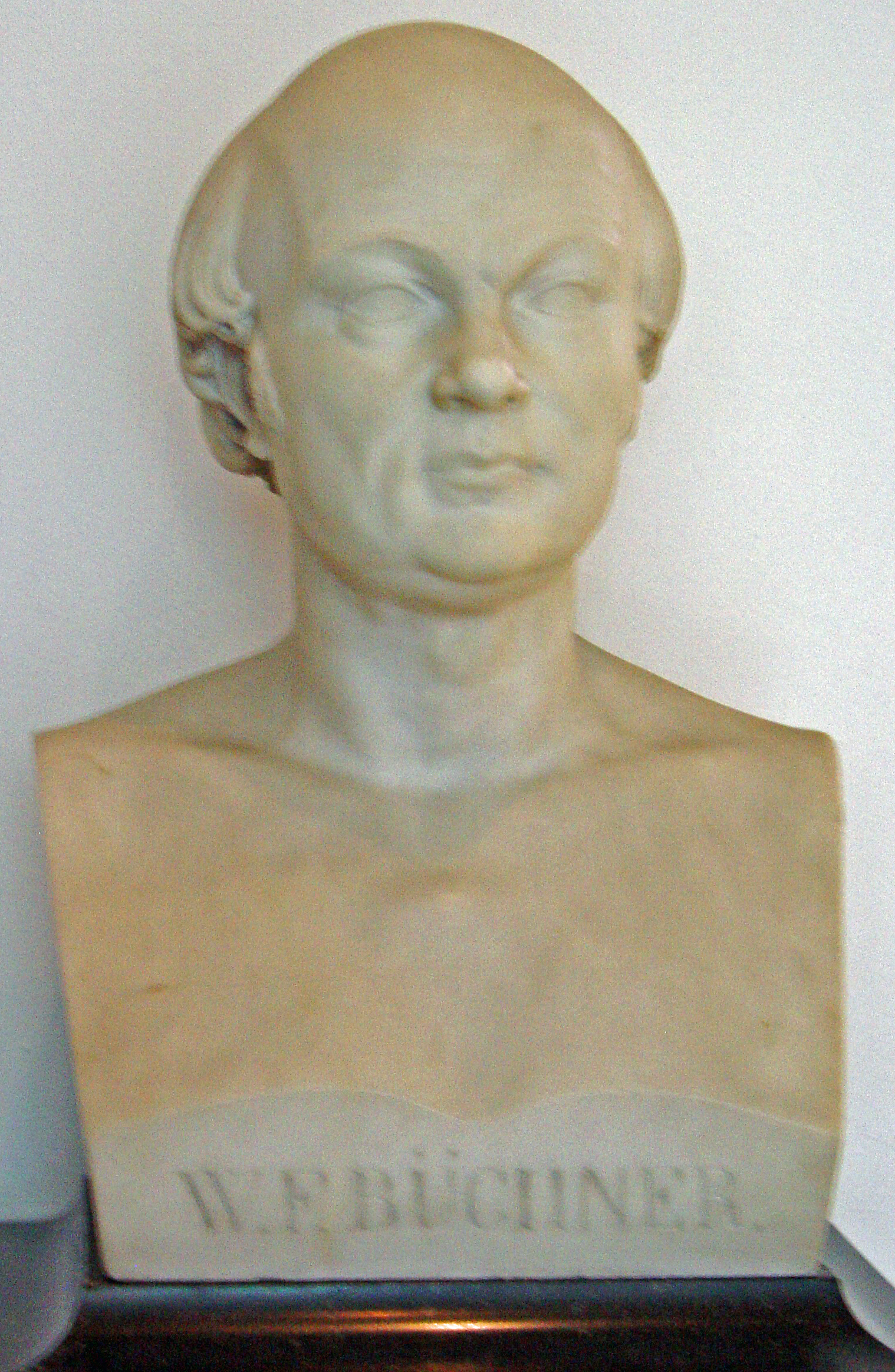
Het door Jan Antonie van der Ven vervaardigde marmeren borstbeeld van Büchner

Willem Frederik Büchner (Reinheim, 9 december 1780 – Gouda, 2 augustus 1855) was stadsarts van Gouda en heeft daar voor de volksgezondheid grote betekenis gehad.

## Leven en werk
Büchner werd in Duitsland geboren als zoon van de arts Jacob Karel Büchner en Wilhelmina Magdalena Söhnlein. Hij studeerde medicijnen aan de universiteiten van Leiden en Würzburg. In 1801 promoveerde hij tot medisch en chirurgisch doctor te Würzburg. In 1802 werd hij benoemd tot stadsdokter te Gouda. Hij volgde Hugo Verveer op, die was komen te overlijden.
Büchner trouwde op 22 april 1804 in Gouda met Elisabeth Polijn, dochter van de niet onbemiddelde Hermanus Polijn en Woutera Buytenhuys. Uit dit huwelijk werden zeven kinderen geboren.
Voor de bevolking van Gouda in de negentiende eeuw heeft de stadsarts Willem Frederik Büchner grote betekenis gehad onder andere door zijn strijd tegen besmettelijke ziektes als pokken en cholera. Hij ijverde voor verbetering van de woonomstandigheden, die in die tijd uitermate slecht waren, zeker voor de werkende bevolking. Hij had oog voor het effect van de sterk vervuilde stadsgrachten op de volksgezondheid en drong daarom aan op verbetering van het drinkwater.
Hij maakte zich ook zorgen over de ondervoeding van een groot deel van de Goudse bevolking en streed tegen het drankmisbruik (dat in die periode ook in Gouda hoog was). Tevens trachtte hij de werkomstandigheden van de Goudse arbeiders te verbeteren. In zijn Bijdragen tot de geneeskundige topografie en Statistiek van Gouda (1842) liet hij zien dat de gemiddelde leeftijd van een Gouwenaar - in 1840 niet meer dan 21,4 jaar - beduidend lager lag dan elders in Europa.
Naast zijn functie van stadsarts was hij ook gedurende een reeks van jaren lid van de gemeenteraad van Gouda en was hij voorzitter van de 'Commissie tot Geneeskundig Toevoorzigt'. In 1847 kwam Büchner, samen met een achttal andere raadsleden, in conflict met de toenmalige burgemeester Blanken over de stedelijke financiën. Het conflict liep hoog op en de desbetreffende raadsleden, inclusief Büchner, zagen zich genoodzaakt om in 1849 hun ontslag aan te bieden. In een door hen geschreven pamflet kwam Blanken er niet al te best van af. Door deze kwestie werd Blanken op zijn beurt in 1850 ontslagen als burgemeester.

## Waardering
- Een van de veertig vensters van de Goudse Canon is aan Büchner gewijd.
- Voor zijn strijd tegen de pokken ontving hij diverse onderscheidingen.[2] Ook zijn publicaties op medisch gebied werden meerdere malen bekroond. Na de bekroning van het door hem geschreven eerste deel van een Nederlandstalig geneeskundig handboek, schreef hij op verzoek van het Amsterdamse geneeskundig genootschap Uno Animo, een driedelig standaardwerk — het Geneeskundig handboek voor beginnende kunstoefenaren — dat in de periode tussen 1821 en 1839 verscheen in zes afzonderlijke banden.[3] Zijn verhandelingen waarin beschreven werd op welke wijze ziekten die optraden bij droogmakerijen voorkomen en bestreden konden worden trokken aandacht en werden eveneens bekroond (onder meer door de Hollandsche Maatschappij der Wetenschappen) en verschenen in druk.[4] Voor het eerst maakte hij daarbij gebruik van statistisch materiaal.[5] Het vormde de aanzet tot zijn latere medische topografie, een van de eerste medische statistische publicaties in Nederland.[6]
- Zijn door de beeldhouwer Jan Antonie van der Ven vervaardigde marmeren buste en het van hem vervaardigde schilderij maken deel uit van de permanent tentoongestelde collectie van Museum Gouda.
- In Gouda zijn in 1961 het Büchnerpad en de Büchnerweg naar hem genoemd.